# Gottfried von Straßburg

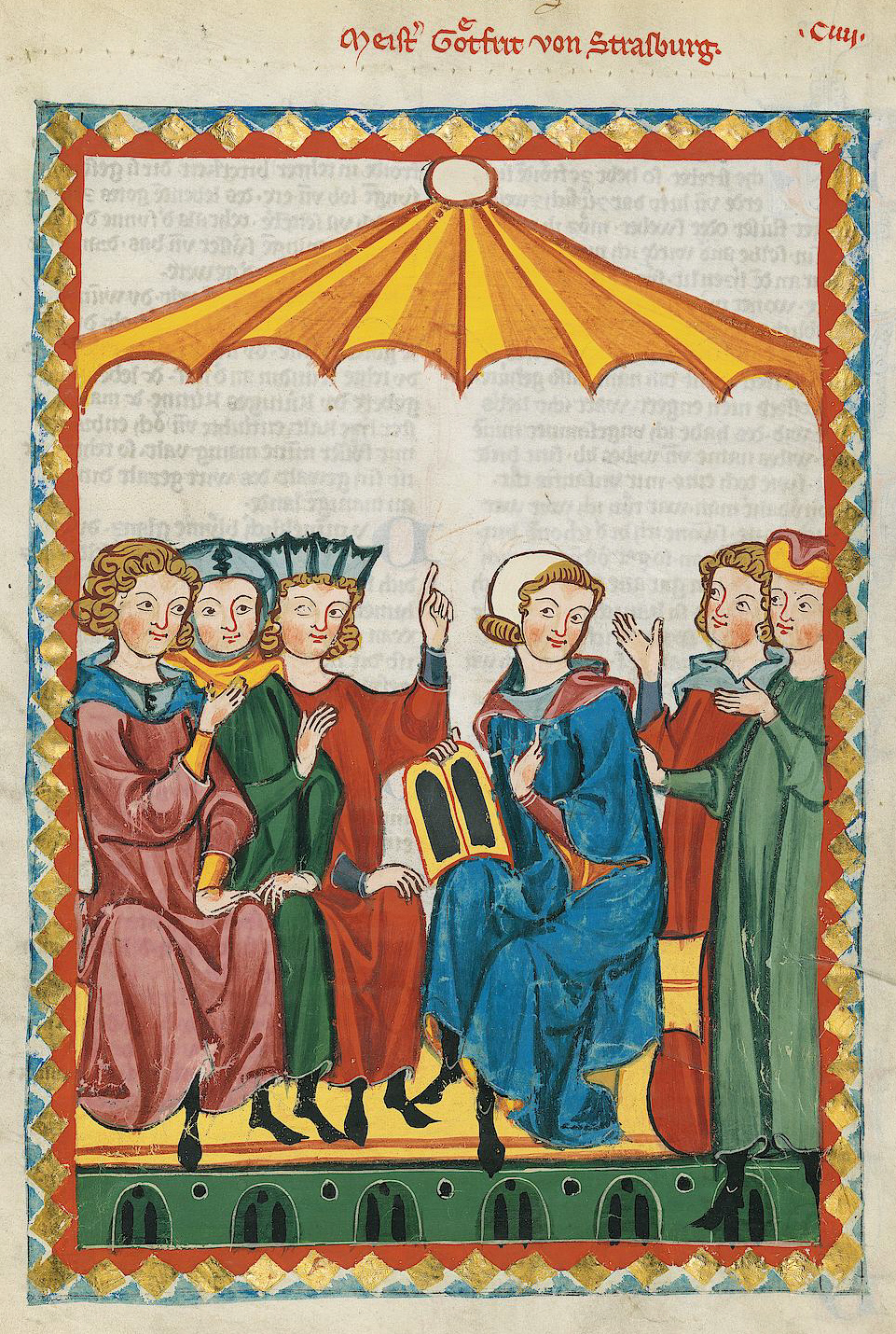
Meister Gottfried von Straßburg (Codex Manesse, 1. Viertel 14. Jahrhundert)

Gottfried von Straßburg († um 1215) war einer der bedeutendsten deutschsprachigen Dichter des Mittelalters. Er lebte Ende des 12. und Anfang des 13. Jahrhunderts und war Zeitgenosse von Hartmann von Aue, Wolfram von Eschenbach und Walther von der Vogelweide.

## Leben und Werk
Von dem Elsässer Gottfried sind keine urkundlichen Zeugnisse erhalten, so dass die Rekonstruktion seines Lebens nicht feingliedrig möglich ist.
Die frühesten und bedeutendsten Informationen liefert der mittelhochdeutsche Epiker Rudolf von Ems. In seinem Werk Der guote Gêrhart nennt er Gottfried von Straßburg explizit als Verfasser seines Hauptwerks Tristan, der den Guoten Gêrhart beeinflusst habe. Gottfrieds Tristan, ein um 1210 entstandener und Fragment gebliebener Versroman, ist eine Bearbeitung des Tristan-und-Isolde-Stoffes.
In einem anderen Werk Rudolfs, dem Alexander, wird Gottfried als Epiker und Sangspruchdichter unter Verweis auf eine Spruchstrophe der Großen Heidelberger Liederhandschrift (Codex Manesse) angeführt, die dort allerdings Ulrich von Liechtenstein zugeschrieben ist.
Als sicher gilt in der Forschung, dass Gottfried eine über das Trivium reichende umfassende Bildung besaß und sowohl mit der höfischen Literatur als auch mit der Intelligenz des 12. Jahrhunderts vertraut war.
Es ist wahrscheinlich, dass Gottfried nichtadeliger Herkunft war und als Kleriker weltliche Aufgaben übernahm. Wie aus dem Tristan hervorgeht, war er für seinen Gönner Dieterich, der aus der Straßburger Oberschicht stammte, tätig.
Möglicherweise genoss Gottfried eine universitäre Ausbildung in Paris oder Bologna und verfügte über Kenntnisse zeitgenössischer lateinischer Schriften.
Gottfried starb vermutlich vor der Vollendung seines Tristan zwischen 1210 und 1220.

## Erhaltene Werke
- Tristan
- Einige lyrische Gedichte in der Großen Heidelberger Liederhandschrift